# Lietuvos Respublikos liberalų sąjūdis
Die Lietuvos Respublikos liberalų sąjūdis (LRLS, deutsch: Liberale Bewegung der Republik Litauen) ist eine liberale politische Partei in Litauen.

## Geschichte
LRLS entstand am 20. Oktober 2005 aus der Abspaltung der Fraktion der Liberalen Bewegung aus der Parlamentsfraktion der Liberalen und Zentrumsunion (LiCS). Am 25. Februar 2006 erfolgte dann die Gründung der Partei LRLS. Vorsitzender der Partei war zunächst Petras Auštrevičius, von 2001 bis 2002 Chefunterhändler Litauens bei den EU-Beitrittsverhandlungen. Zur neuen Partei wechselte auch der vormalige Parteivorsitzende der Liberalen Union und einer der beiden damaligen Abgeordneten der Liberalen im Europaparlament, Eugenijus Gentvilas.
Die Partei entstand, als sich die Hälfte der Parlamentsabgeordneten der LiCS mit ihrer Rücktrittsforderung an ihren von Korruptionsvorwürfen belasteten Vorsitzenden, Artūras Zuokas, nicht durchsetzen konnte. Sie kann als rechtsliberale Partei eingeordnet werden, die ihre Wählerschaft vor allem unter den gut ausgebildeten Städtern der jüngeren Generation findet. Auch viele der hochrangigen Parteivertreter waren erst um die 40 Jahre alt.
Bei den Kommunalwahlen im Februar 2007, den ersten Wahlen, denen sie sich stellte, kam die Partei landesweit auf den 10. Rang mit 4,7 % der Wählerstimmen, allerdings lokal sehr unterschiedlich. In der Hauptstadt Vilnius kam sie auf 4 von 51 Mandaten, in der zweitgrößten Stadt des Landes, Kaunas, auf 4 von 41 und in der Hafenstadt Klaipėda auf 5 von 31 Mandaten. Im Februar 2008 wurde Eligijus Masiulis neuer Parteivorsitzender. Bei den Parlamentswahlen in Litauen 2008 wurde die LRLS mit 5,7 % der Stimmen sechststärkste Partei. Sie zog mit 11 Abgeordneten in das litauische Parlament, den Seimas, ein. Davon gewannen sechs Abgeordnete ihren Wahlkreis direkt. Die Liberale Bewegung beteiligte sich an der Mitte-rechts-Regierung unter Führung der konservativen Volksunion und koalierte dabei auch wieder mit der LiCS. Die LRLS stellte bis 2012 in der Regierung des Ministerpräsidenten Andrius Kubilius drei Minister: den Verkehrsminister Eligijus Masiulis, den Bildungs- und Wissenschaftsminister Gintaras Steponavičius und den Justizminister Remigijus Šimašius. Bei den Europawahlen 2009 erreichte die LRLS 7,4 % der gültigen Stimmen und erlangte 1 Mandat. Sie konnte dabei die LiCS deutlich hinter sich lassen (nur 3,5 % der Stimmen). Mitglied des Europäischen Parlaments als Vertreter der LRLS war von 2009 bis 2014 Professor für Philosophie und Politikwissenschaften Leonidas Donskis.
Bei der litauischen Parlamentswahl 2012 erhielt die Liberale Bewegung 8,6 % der Stimmen und 10 Mandate im Seimas. Anschließend ging sie in die Opposition. Bei den Europawahlen 2014 erreichte die LRLS 16,52 % der gültigen Stimmen. Die Vertreter im Europaparlament seit 2014 sind Petras Auštrevičius sowie der Unternehmer und Pokerspieler Antanas Guoga („Tony G“). Der LRLS-Abgeordnete Remigijus Šimašius wurde 2015 zum Bürgermeister der Hauptstadt Vilnius gewählt. Nach dem Rücktritt des Vorsitzenden Eligijus Masiulis im Mai 2016 übernahm Guoga kommissarisch die Parteiführung, bevor im Juni 2016 Šimašius zum neuen Vorsitzenden gewählt wurde. Bei der Parlamentswahl 2016 konnte sich die LRLS auf 9,5 % der Stimmen und 14 Sitze steigern. Šimašius trat jedoch im Oktober 2017 wieder zurück und verließ die Partei im Jahr darauf.
Eugenijus Gentvilas führte die Liberale Bewegung von 2017 bis 2019. Bei der Europawahl 2019 fiel der Stimmenanteil der Partei auf 6,9 % zurück (ein Verlust von fast 10 Prozentpunkten), statt zwei hat sie seither nur noch einen EU-Abgeordneten. Eine Gruppe von (ehemaligen) LRLS-Politikern gründete im Juni 2019 die Laisvės partija, darunter Aušrinė Armonaitė und Remigijus Šimašius. Im September 2019 wurde die Schachgroßmeisterin Viktorija Čmilytė-Nielsen zur Parteivorsitzenden der LRLS gewählt. Bei der Parlamentswahl im Oktober 2020 musste LRLS leichte Einbußen hinnehmen: Ihr Stimmanteil ging auf 7,0 %, die Zahl der Abgeordneten auf 13 zurück.

## Leitung
- 2006–2008: Petras Auštrevičius
- 2008–2016: Eligijus Masiulis
- 2016: Antanas Guoga (kommissarisch)
- 2016–2017: Remigijus Šimašius
- 2017–2019: Eugenijus Gentvilas
- seit 2019: Viktorija Čmilytė-Nielsen

## Parlamentsmitglieder
Mitglieder im 14. Seimas:
- Viktorija Čmilytė-Nielsen, Schachgroßmeisterin, Parlamentspräsidentin (ins 14. Seimas schon im 1. Wahlgang ausgewählt)
- Eugenijus Gentvilas (* 1960), ehemaliger Premierminister, Europa-Parlamentsmitglied, Bürgermeister der Hafenstadt Klaipėda
- Virgilijus Alekna (* 1972), Diskuswerfer, Olympiasieger und Weltmeister
- Edita Rudelienė (* 1978), ehemalige Bürgermeisterin von Trakai
- Viktoras Pranckietis, Gartenbauwissenschaftler, ehemaliger Parlamentspräsident und Professor
- Arminas Lydeka (* 1968), Politologe
- Andrius Bagdonas (* 1972), langjähriger Politiker von Neringa
- Vitalijus Gailius (* 1969), ehemaliger Bürgermeister von Joniškis, Polizeikommissar, Innendienst-General